# زاوربيك كامبولوف
زاوربيك كامبولوف (بالروسية: Камболов, Заурбек Олегович)‏ هو لاعب كرة قدم روسي في مركز الوسط، ولد في 4 مارس 1992 في فلاديقوقاز في روسيا. لعب مع ألانيا ونادي سكا خاباروفسك.

## وصلات خارجية
- زاوربيك كامبولوف على موقع قاعدة بيانات كرة القدم.إي يو (الإنجليزية)
- زاوربيك كامبولوف على موقع Soccerway.com (الإنجليزية)
- زاوربيك كامبولوف على موقع عالم كرة القدم.نت (الإنجليزية)